# Bitwa pod Boratyczami
Bitwa pod Boratyczami – bitwa stoczona w 14 września 1939 r. podczas kampanii wrześniowej.

## Historia
W dniach 11-12 września 24 Dywizja Piechoty (po. dowódcy płk Alfred Krajewski) ze składu Armii „Kraków” stoczyła ciężkie walki z niemiecką 2 DGór. W rejonie Birczy koło Przemyśla. Dywizja poniosła tam duże straty. 12 września wieczorem Niemcy przełamali pozycje obronne, zmuszając ją do odwrotu na linię Olszany-Rokszyce. Generał Kazimierz Sosnkowski – dowódca Frontu Południowego, nakazał gen. K. Fabrycemu podjęcie marszu na Lwów. Dowódca Armii wydał rozkaz wycofania 24 DP za San. W rezultacie wycofania zostało odsłonięte południowe skrzydło obrony Przemyśla. Zgodnie z rozkazami 24 DP wycofała się w rejon Przemyśla. Przemyśla broniła załoga złożona z siedmiu batalionów piechoty i artylerii z Armii „Małopolska”. 14 września na rozkaz dowództwa wojska broniące Przemyśla zostały wycofane.
14 września w rejonie Boratycz i batalion 39 pp idący w straży przedniej uderzył na oddział rozpoznawczy 2 DGór. i zmusił go do odwrotu. Przed południem dywizja  skoncentrowała się  w rejonie Tyszkowice-Boratycze-Popowice. W rejonie rozlokowała się artyleria dywizyjna. Do 24 DP dołączył 155 pułk piechoty, a w rejonie Husakowa dołączyły pozostałości batalionu KOP „Żytyń”. W okolicach Popowic skoncentrowały się 38 pułk piechoty Strzelców Lwowskich i 1 pułk piechoty KOP „Karpaty”, do których dołączył I batalion 1 pułku Strzelców Podhalańskich i oddziały specjalne tego pułku. Do rejonu Chodnowic przybył 39 pułk piechoty i pozostałości I batalionu 17 pp. Oddziały dywizji były bombardowane przez lotnictwo i ostrzeliwane przez artylerię niemiecką.
Oddziały niemieckiej 2 Dywizji Górskiej przeszły do natarcia, ze wsparciem lotnictwa. Na obronę polską uderzył II oddział rozpoznawczy i III batalion 137 pułku strzelców górskich. Niemcy główne uderzenie skierowali na Boratycze. 24 DP podjęła walkę i wyhamowywała impet uderzenia. 155 pp przeszedł do kontruderzenia i załamał natarcie niemieckie. Dowództwo 2 DGór. włączyło do walki dwa bataliony ze 136 i 137 pułku strzelców górskich. Walki toczyły się w lesie. Na Niemców uderzył batalion zbiorczy 38 pp, następnie 39 pp i 155 pp. Odpierając ataki 155 pp odciął III batalion 137 psg i zniszczył go. Po ciężkich walkach zmuszono Niemców do wycofania. 2 DGór. poniosła największe straty w całej kampanii wrześniowej. Pod wieczór 24 DP przerwała walki i zgodnie z rozkazem gen. Sosnkowskiego odeszła lasami na wschód. 24 pal przez cały czas walk wspierał piechotę.
O świcie 15 września dywizja znalazła się za Mościskami. Wobec trudności w przebiciu się przez Wereszycę i kontynuowania marszu na Lwów przez Gródek Jagielloński, 15 września gen. Sosnkowski wydał rozkaz zmiany kierunku działań na północno-wschodni i postanowił  przebić się do Lasów Janowskich, a dopiero później na Lwów. Rozpoczęto odwrót na Lwów przez Lasy Janowskie, podczas którego 24 DP podążała w drugim rzucie GO.
Zwycięstwo okupiono wysokimi stratami. W 155 pp pozostały trzy niepełne kompanie po kilkudziesięciu żołnierzy.
Walki o Boratycze zostały upamiętnione na Grobie Nieznanego Żołnierza w Warszawie, napisem na jednej z tablic – „BORATYCZE 14 IX 1939".